# Osada (Konin)
Osada – jedna z dzielnic Konina. Osada jest osiedlem typowo wiejskim, które posiada dużo gospodarstw i domków jednorodzinnych, zarówno starej jak i nowej zabudowy. Jest ona ulicówką. Do całego osiedla prowadzi jedna ulica Osada, która dalej kieruje się w stronę Szczepidła. Osada jest otoczona łąkami nadwarciańskimi, co w pewien sposób oddziela ją od reszty miasta.
Oprócz osiedla Osada do dzielnicy należy też wschodnia, mniejsza część wyspy Pociejewo, która jest podzielona drogą krajową nr 92. W części wyspy leżącej na terenie Osady znajduje się Stadion Miejski im. Złotej Jednostki Kazimierza Górskiego.